# Narandžasto vino
Narandžasto vino, takođe poznato kao belo vino u kontaktu sa ljuskom, belo vino fermentisano sa ljuskom ili ćilibarno vino, vrsta je vina koja se pravi od belog vinskog grožđa, pri čemu se ljuska grožđa ne uklanja, kao u tipičnoj proizvodnji belog vina, i ostaje u kontaktu sa sokom danima ili čak mesecima. Ovo je u suprotnosti sa konvencionalnom proizvodnjom belog vina, koja uključuje drobljenje grožđa i brzo premeštanje soka sa kore u posudu za fermentaciju. Ljuske sadrže pigment boje, fenole i tanine koji bi se inače smatrali nepoželjnim za bela vina, dok je za crvena vina kontakt s ljuskom i maceracija vitalni deo procesa proizvodnje vina koji daje crnom vinu njegovu boju, ukus i teksturu.